# Hybridkoppler
Hybridkoppler sind einfache elektronische Schaltungen, die in der Hochfrequenz- (HF-) und Mikrowellentechnik als wesentliche Schaltungskomponenten verwendet werden. Dabei handelt es sich um Viertore, genauer um Richtkoppler, bei denen die Leistung eines Eingangssignals gleichmäßig auf zwei Ausgänge (Tore, englisch ports) aufgeteilt wird. Im Gegensatz zu resistiven Kopplern, wie beispielsweise einem Signalteiler oder Leistungsteiler, sind Hybridkoppler näherungsweise verlustfrei. Die Dämpfung vom Eingangstor zu jedem der beiden Ausgangstore beträgt somit jeweils etwa 3 dB.
Je nach Phasenverschiebung der beiden Ausgangssignale unterscheidet man dabei zwei Arten von Hybridkopplern, nämlich 90‑Grad-Koppler (90°) und 180‑Grad-Koppler (180°).
Darüber hinaus gibt es auch Null‑Grad-Koppler (0°), beispielsweise den Wilkinson-Teiler, den Signalteiler und den Leistungsteiler. Diese werden jedoch im Allgemeinen nicht zu den Hybridkopplern gezählt. Wie alle Koppler, die auf Lambda-Viertel-Leitungstransformationen beruhen, und somit nicht „rein resistiv“ arbeiten, weisen auch Hybridkoppler eine nur schmale nutzbare Bandbreite (weniger als eine Oktave) auf.

## 90°-Koppler

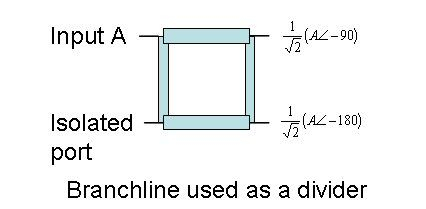
Ein 90°-Hybrid

Die Streumatrix (S‑Matrix) eines 90°‑Kopplers beschreibt mithilfe der insgesamt 4 × 4 S‑Parameter dessen Eigenschaften vollständig:
{\displaystyle S={\frac {\mathrm {-j} }{\sqrt {2}}}{\begin{pmatrix}0&\mathrm {j} &1&0\\\mathrm {j} &0&0&1\\1&0&0&\mathrm {j} \\0&1&\mathrm {j} &0\end{pmatrix}}}
Wie man sieht, ist der Koppler allseitig angepasst (S11 = S22 = S33 = S44 = 0). Die Kopplung von einem beliebigen Tor zu jeweils einem zweiten Tor unterscheidet sich von der zu einem dritten Tor stets um 90°, während das jeweils vierte Tor entkoppelt ist. Aufgrund der Phasenverschiebung von 90° wird dieser Koppler auch als Quadraturkoppler bezeichnet.

## 180°-Koppler

Der 180°-Koppler ergibt Summen- (Σ) und Differenzsignale (Δ).

Auch ein 180°‑Koppler wird durch dessen S‑Matrix vollständig beschrieben:
{\displaystyle S={\frac {\mathrm {-j} }{\sqrt {2}}}{\begin{pmatrix}0&1&1&0\\1&0&0&-1\\1&0&0&1\\0&-1&1&0\end{pmatrix}}}
Auch dieser Koppler ist allseitig angepasst (S11 = S22 = S33 = S44 = 0). Die Kopplung von einem beliebigen Tor zu jeweils einem zweiten Tor unterscheidet sich von der zu einem dritten Tor dagegen um 0° oder um 180°. Mit anderen Worten, man erhält hier Summen- (Σ) und Differenzsignale (Δ). Das jeweils vierte Tor ist hier, wie auch beim 90°‑Koppler entkoppelt.
Eine bekannte Realisierungsform ist der Ringkoppler (englisch rat-race coupler) (Bild).